# AIM-54 Phoenix

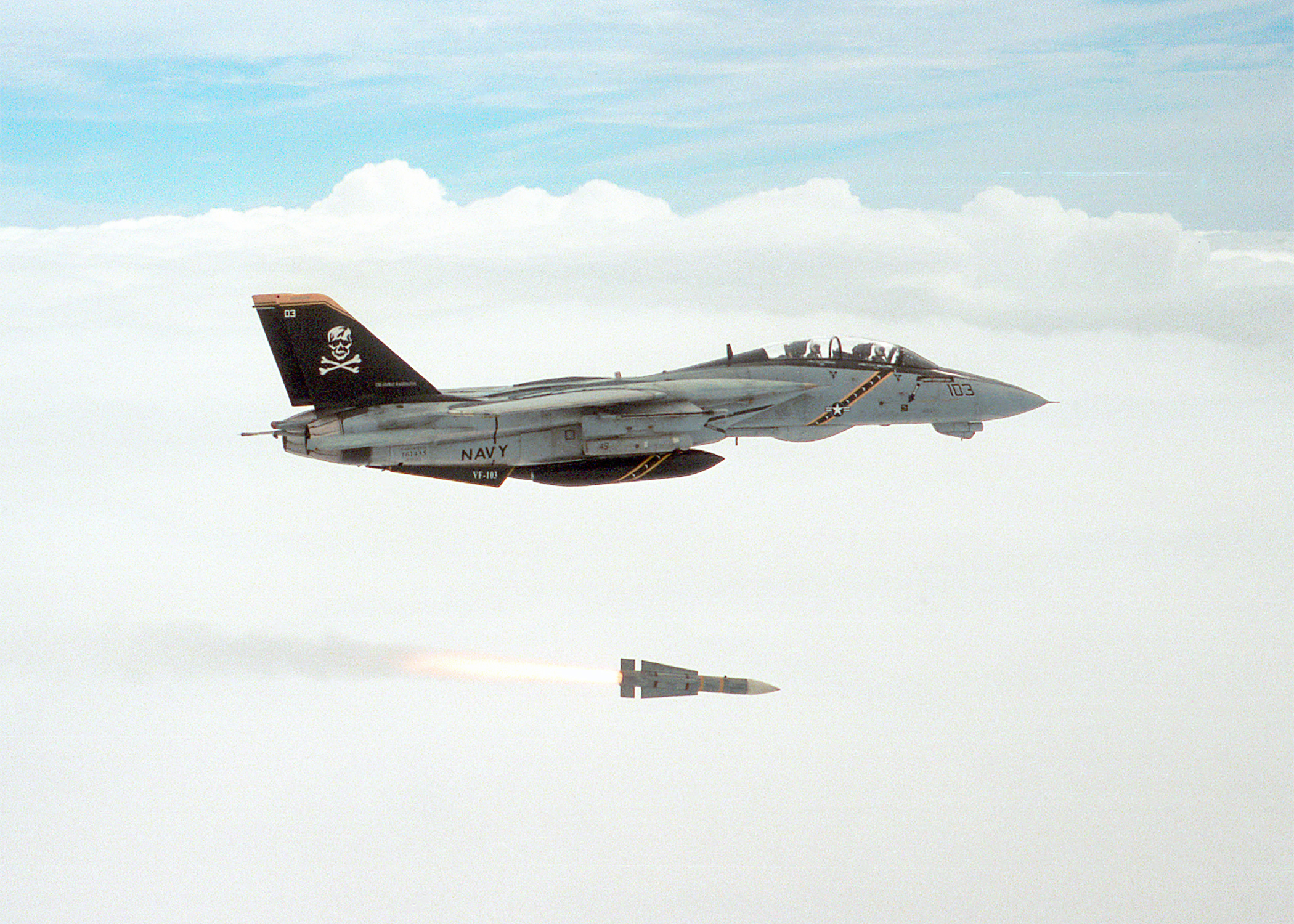
Een F-14 lanceert een AIM-54 Phoenix raket.

De Amerikaanse AIM-54 Phoenix was een unieke lucht-luchtraket met actieve radargeleiding voor de lange afstand. Er is maar één type straaljager dat de raket kan lanceren, de F-14 Tomcat welke er maximaal 6 kan dragen. De enige andere raket met vergelijkbare prestaties is de Russische R-33/R-37.

## Ontwikkeling
De weg naar de AIM-54 begon toen in 1958 gestart werd met de ontwikkeling van de GAR-9/AIM-47 Falcon voor de XF-108 Rapier straaljager. Dit resulteerde in de bouw van ongeveer 80 testexemplaren. Deze werden echter nooit gebruikt en het project werd afgelast. Wel werd een deel van de ontwikkelde technologie gebruikt om in de jaren zestig de AIM-54 te ontwikkelen voor de F-111B. De ontwikkeling van dit vliegtuig werd echter in 1968 ook afgelast. In de jaren zeventig werd de ontwikkeling van de raket hervat voor de F-14, wat in 1974 resulteerde in de ingebruikname van de raket.

## Gebruik

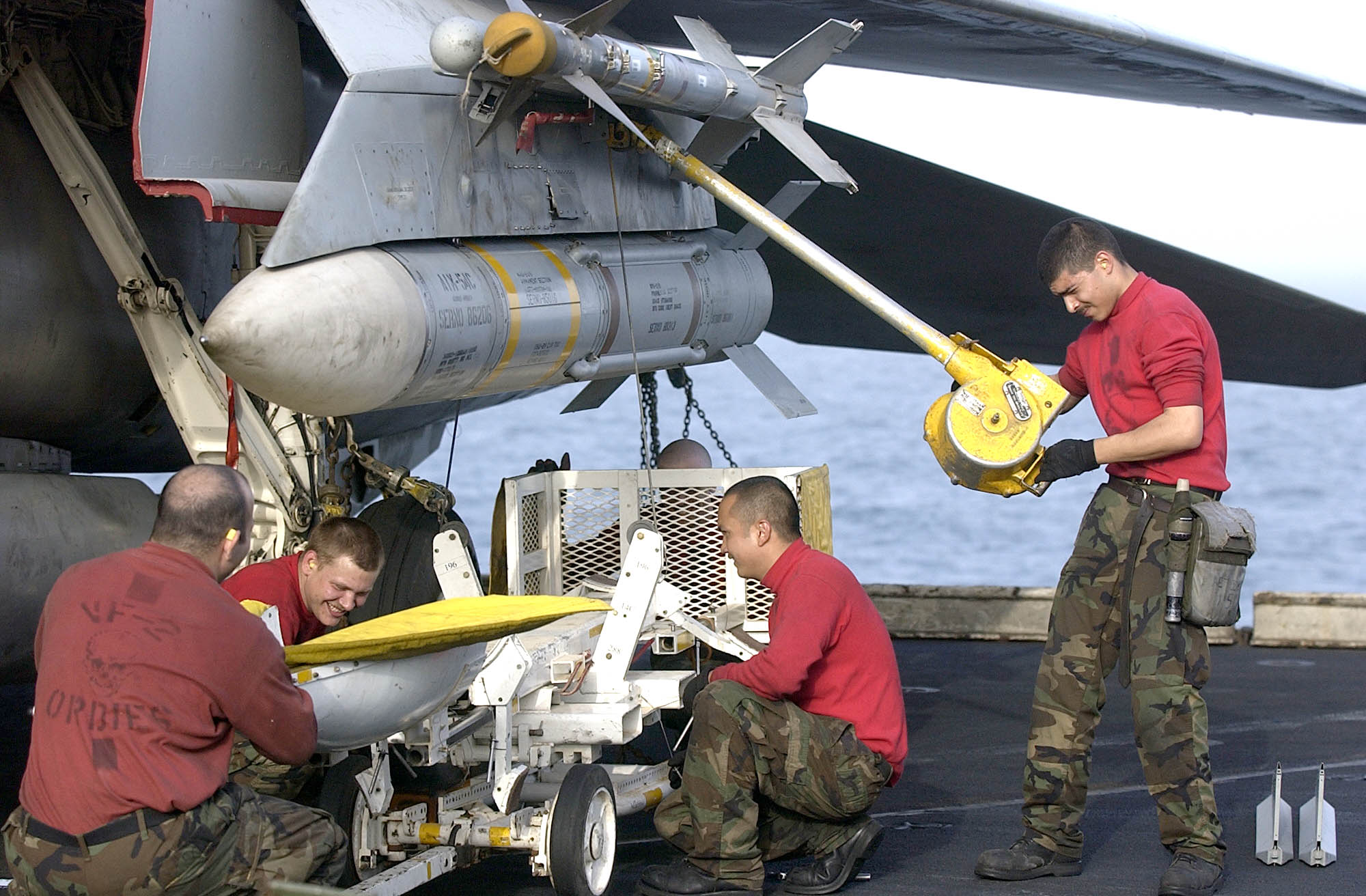
AIM-54C Phoenix wordt onder een F-14D gemonteerd aan boord van het vliegdekschip USS Constellation (CV-64).

Twee landen hebben de AIM-54 en bijbehorende F-14 gebruikt. In de Verenigde Staten zelf heeft de United States Navy ze gebruikt. In 1974-1975 kocht de Iraanse sjah 80 F-14s met bijbehorende AIM-54 raketten welke afgeleverd werden tussen januari 1976 en juli 1978.
Tijdens een trainingssessie in januari 1979 in Iran heeft de AIM-54 een onbemand doelvliegtuig geraakt op een afstand van 212 km. In andere tests is het langste bereik waarop de raket een doel geraakt heeft ongeveer 140 km en het kortste 7,5 km. De gemiddelde afstand waarop de raket gelanceerd kan worden ligt tussen de 20 en 70 km.
De daadwerkelijke gevechtsstatistieken zijn echter minder positief voor de raket. Op 5 januari 1999 vielen twee F-14Ds twee Iraakse MiG-25 Foxbats aan, de gelanceerde raketten misten hierbij. Op 9 september 1999 werd een Iraakse MiG23 beschoten, ook hier misten de raketten. De Iraanse F-14s zijn meer gebruikt. Het is echter onduidelijk voor hoeveel van de geclaimde 35-45 neergehaalde Iraakse vliegtuigen de 284 geleverde AIM-54s verantwoordelijk zijn.
Op 30 september 2004 werd de AIM-54 uit het arsenaal van de US Navy gehaald en werd de rol ervan overgenomen door de AIM-120 AMRAAM.
Een enkele F-14 kan met Phoenix meerdere doelen tegelijk aanvallen.

## Varianten
Er zijn in totaal drie productievarianten van de AIM-54 geweest:
- AIM-54A, de originele versie uit 1974;
- AIM-54C, verbeterde versie tegen kruisraketten, verving de A variant vanaf 1986;
- AIM-54 ECCM/Sealed, verbeterde versie tegen Electronic Counter Measures en behoeft geen koeling, actief vanaf 1988.

Het is mogelijk dat Iran zijn eigen versie van de raket ontwikkeld heeft, hier is echter geen sluitend bewijs voor.

## Specificaties
- Producent: Hughes/Raytheon
- Functie: Lucht-luchtraket voor de lange afstand
- Bereik: 160-185 km
- Topsnelheid: 4800 km/h
- Aandrijving: 1 Hercules vastebrandstofmotor
- Springlading: 60 kg hoogexplosief
- Massa bij lancering:
  - AIM-54A: 454 kg
  - AIM-54C: 463-472 kg
  - AIM-54C ECCM/Sealed: 464 kg
- Lengte: 3900 mm
- Schachtdiameter: 381 mm
- Spanwijdte vinnen: 900 mm
- Kosten: $477,131 per stuk[7]
- Lanceerplatform: F-14 Tomcat